# Australia Telescope Compact Array

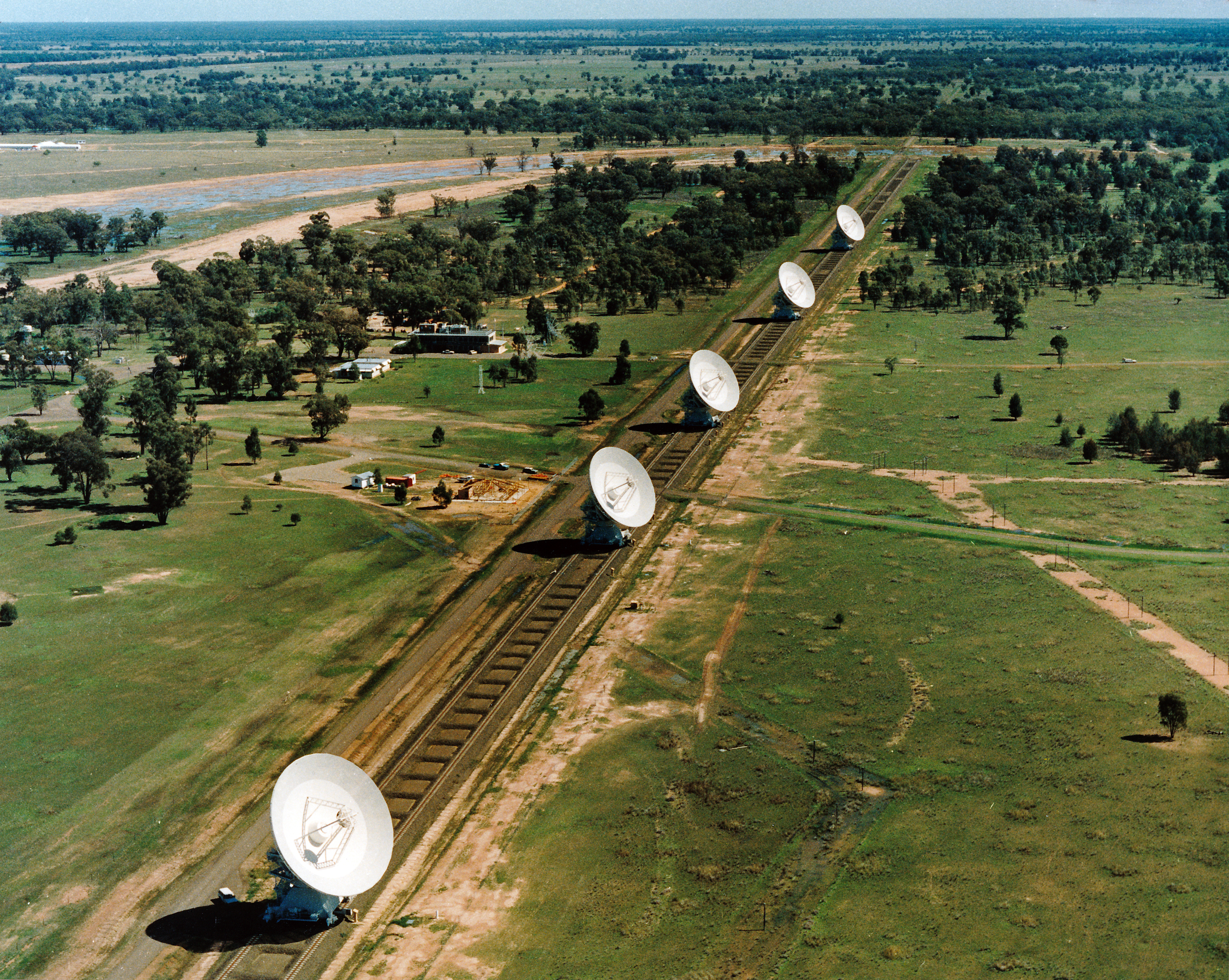
Widok z lotu ptaka

Australia Telescope Compact Array (ATCA) – radiointerferometr składający się z sześciu anten parabolicznych, znajdujący się w Obserwatorium Paula Wilda około 24 km na zachód od miasta Narrabri w stanie Nowa Południowa Walia w Australii. Jego operatorem jest Wydział Astronomii i Nauk Kosmicznych CSIRO. ATCA jest częścią australijskiej sieci radioteleskopów o nazwie Australia Telescope National Facility.

## Opis
Australia Telescope Compact Array składa się z sześciu identycznych anten parabolicznych. Każda z nich ma średnicę 22 metry, waży 270 ton i ma własne źródło zasilania. Pięć anten umiejscowionych jest na torze szynowym o długości 3 km biegnącym ze wschodu na zachód. Dodatkowy krótki tor o długości 214 metrów biegnie w kierunku północ-południe. Te pięć anten może się przemieszczać i pracować w różnych konfiguracjach. Prędkość przemieszczania się anten wynosi 4 km/h. Anteny w trakcie obserwacji stoją nieruchomo, przemieszczane są tylko pomiędzy obserwacjami. Szósta antena znajduje się 3 km na zachód od toru głównego. Sygnały z anten kierowane są kablami do centrum kontrolnego, gdzie są przetwarzane. Obrót anteny o 360° zajmuje 9 minut.
Radioteleskop odbiera fale radiowe o długości od 3 mm do 20 cm.
W ciągu roku około 80% czasu przeznaczone jest na obserwacje, niecałe 4% to przerwy spowodowane złą pogodą lub awariami, pozostały czas zajmuje konserwacja i testy. Radioteleskop może być sterowany z pomieszczenia kontrolnego lub zdalnie poprzez Internet.
Obserwatorium jest udostępnione dla zwiedzających.

## Historia
Plan budowy radioteleskopu ATCA powstał w 1981 roku po tym, jak zrezygnowano z budowy Australian Synthesis Telescope (AST) zaproponowanego w roku 1975 przez CSIRO i zespół uniwersytetów. Projekt ATCA został zaaprobowany przez władze federalne w sierpniu 1982 roku. Zmiana władz w 1983 roku sprawiła, że projekt został zawieszony, lecz w listopadzie tegoż roku uzyskał akceptację i można było rozpocząć budowę. Australia Telescope Compact Array ujrzał „pierwsze światło” w sierpniu 1988 roku, lecz został oficjalnie otwarty miesiąc później, 2 września. Było to wówczas jedyne takie obserwatorium na półkuli południowej. Koszt budowy wyniósł 50 milionów dolarów australijskich.
Radioteleskop ATCA przeszedł modernizacje ukończone w 2000, 2008 i 2009 roku, które m.in. poszerzyły zakres odbieranych fal o fale milimetrowe. Modernizacja ukończona w listopadzie 2000 roku była gruntowną modernizacją, która trwała kilka lat. W jej trakcie m.in. zainstalowano nowe odbiorniki, zbudowano dodatkowy boczny tor szynowy, biegnący na północ od toru głównego, odnowiono powierzchnie anten oraz poszerzono zakres odbieranych fal radiowych.